# ハムサコヌス
ハムサコヌス（学名：Khamsaconus ) とは、ゾウ目(長鼻目)の絶滅した属である。学名は5つの尖頭が歯にあったため「ハムサ = 5つ」(khamsa) の「円錐」(conus) と名付けられた。歯の化石しか発見されておらず、最小のテティス獣類でゾウ目と推定されているが、詳細は分かっていない。

## 生息時代・生息域
ハムサコヌスは始新世初期に北アフリカのモロッコで生息していた。

### 発見
ハムサコヌスの化石は、2つの頬歯しか見つかっていない。
一つ目のタイプ標本は、1993年にモロッコのワルザザート盆地の地層から発見されている。地質年代的には 5,600万年前から 4,780万年前のヤプレシアンの地層である。上顎の小臼歯乳歯(dP4)だと考えられている。
二つ目の発見は、不完全な下顎の臼歯で 1998年に見つかっている。この歯はイワダヌキ目のセッゲウリウス(Seggeurius)のものとする説もある。

## 形態
ゾウ目にしては非常に小さく、最古のゾウ目といわれるエリテリウムの半分ほどの大きさしかないとされる。エリテリウムの肩高は約20センチメートルと推定されており、そこから考えると肩高約10センチメートル程度のサイズとなる。
上顎小臼歯(乳歯)の大きさは、長さ 4.66ミリメートル 幅 3.78ミリメートルと非常に小さい。下顎臼歯と思われる2本目の歯も幅は 4.2ミリメートルしかない。丘状歯(ブノドント)の小臼歯には通常4つの尖頭があるが、ハムサの名称の由来ともなった5つめの尖頭があるのが特徴である。
歯の表面を覆うエナメル質は、原始的な構造である放射状エナメル質のみで構成されている。
またハムサコヌスは、従来考えられていた進化の傾向と矛盾する存在であると考えられている。
| 属                 | 生息年代 | 臼歯の長さ | 臼歯歯の形状     | エナメル質 |
| ------------------ | -------- | ---------- | ---------------- | ---------- |
| エリテリウム       | 60 Ma    | 7.7mm      | ブノロフォドント | 放射状     |
| フォスファテリウム | 56 Ma    | 12.2mm     | ロフォドント     | HSB        |
| ダオウイテリウム   | 53 Ma    | 37.1mm     | ロフォドント     | HSB        |
| ハムサコヌス       | 52.9 Ma  | 4.7mm      | ブノドント       | 放射状     |

※ 臼歯の長さは下顎第三臼歯の標本平均値を記載しているが、ハムサコヌスは上顎第四小臼歯(恐らく乳歯)と歯が異なる点に注意
従来的に初期のゾウ目はエリテリウム、フォスファテリウム、ダオウイテリウムの順に生息年代が早くなるにつれ、より大きな身体へと進化してきたと考えられていた。臼歯の形状は、原始的な丘状歯(ブノドント)から中間形態のブノロフォドントを経て横堤歯(ロフォドント)へと進んだ。またエナメル質は、原始的な放射状エナメル質(RE)から、より複雑な HSB が登場し、後に 3Dエナメル質へと進化する。しかし始新世に登場したハムサコヌスは、サイズも小さく、ブノドントで放射状エナメルの臼歯を持っており、明らかに原始的なゾウ目の特徴を示している。ゾウ目の進化は一本道ではなくより複雑で多様化していることを示唆していると考えられている。

## 分類
以下のような分類体系となる。
- 長鼻目 ( Proboscidea )
  - †近ゾウ型類 ( Plesielephantiforms )
    - †フォスファテリウム科 ( Phosphatheriidae )
      - †ハムサコヌス ( Khamsaconus )
        - †ハムサコヌス ブルボーサス ( K. bulbosus )

### 下位分類
一種のみで、こぶの形からラテン語で「球根」を意味するブルボーサス ( bulbosus ) の名前が付けられている。

### 上位分類
Sudre et al. (1993)による記載最初、本属はヒョプソドント科(Hyopsodontidae) に分類されていた。しかし、後にフォスファテリウムの発見により、ゾウ目の共通の特徴である上顎小臼歯のディストクリスタ(遠心側の縁に伸びる稜)が存在することから、Gheerbrant et al. (1998)によりテティス獣類のゾウ目へと再分類された。さらには系統解析に基づき、フォスファテリウムはハムサコヌスの祖先であるとし、ハムサコヌスをフォスファテリウム科(Phosphatheriidae)へと分類し、ゾウ目の基底となる立ち位置に置くことを提案した。しかし、フォスファテリウム科への分類の根拠となる臼歯の稜の形状は、同形形質(共通祖先から受け継いだのではなく各々が独自に獲得した形質)であるとの批判に弱く説得力に欠けるとの指摘もある。